# Kaple Nejsvětější Trojice (Rokytník)
Kaple Nejsvětější Trojice je římskokatolická kaple v Rokytníku, patřící do farnosti Hronov. Na kapli jsou namalované sluneční hodiny s nápisem "Festina lente". Zvonění v kapli je zajištěno elektricky.

## Historie
Katolická kaple byla vystavěna v roce 1827 rolníkem Vejrou z čp. 14.  Protože kaple je umístěna na příkrém svahu, přiléhá k její celé severní a zčásti i východní stěně zemina a kaple měla problémy s vlhkostí. V roce 1989 započala další rekonstrukce kaple hlavně díky manželům Řehákovým. Po opravě byla 28. července 1996 byla znovu vysvěcena královéhradeckým biskupem Mons. Karlem Otčenáškem. Zeď postupem času opět navlhla, ale díky Ing. Jaroslavu Jeništovi byla znovu, již důkladně rekonstruována. Práce spočívali v provedení izolace proti vodě, stažení ocelovými táhly a oprava omítek. Provedena byla nová krytina a elektroinstalace, generální oprava zvonu, osazení elektro pohonu a oprava inventáře kaple. Znovu vysvěcena byla 18. května 2008 Mons. Josefem Kajnekem v doprovodu hronovského emeritního faráře P. Ladislava Šidáka v rámci poutní mše.

## Vysvěcení kaple v roce 2008
Program akce byl následující:
- Od 10:00 prohlídka kapličky
- 16:00 - Přivítání a několik slov z historie a opravy kapličky. Úvodní slovo Antonína Hurdálka.
- Následovala poutní mše svatá a vysvěcení kapličky Mons. Josefem Kajnekem
- 18:00 - Promítání fotografií z opravy kapličky.
- 19:00 - Májová pobožnost

## Okolí kaple
Při pohledu od silnice se vlevo od kaple nachází socha Panny Marie a vpravo kříž.

## Bohoslužby
Bohoslužby se konají na svátek Nejsvětější Trojice a v další dny nepravidelně.

## Galerie

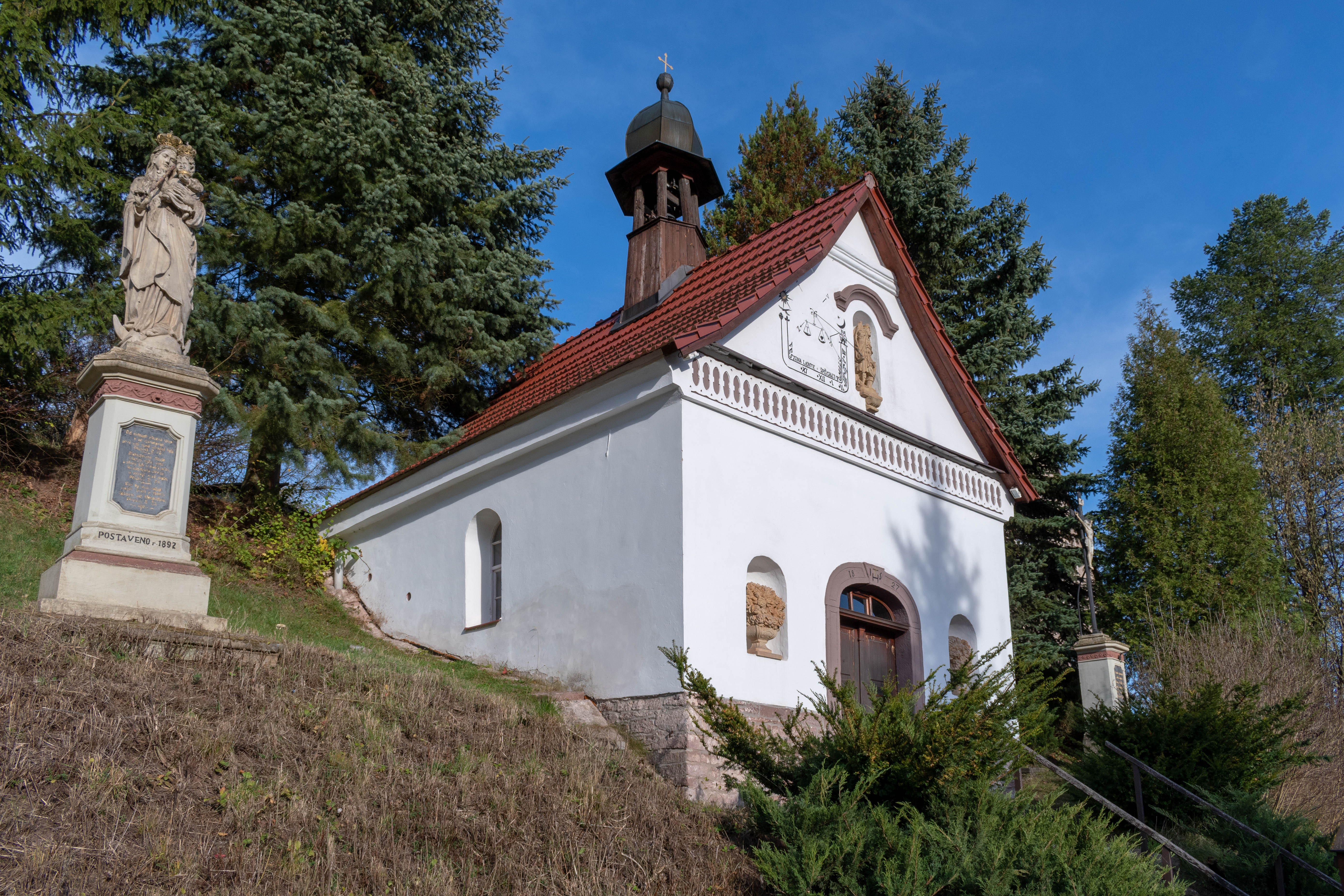
Kaple Nejsvětější Trojice
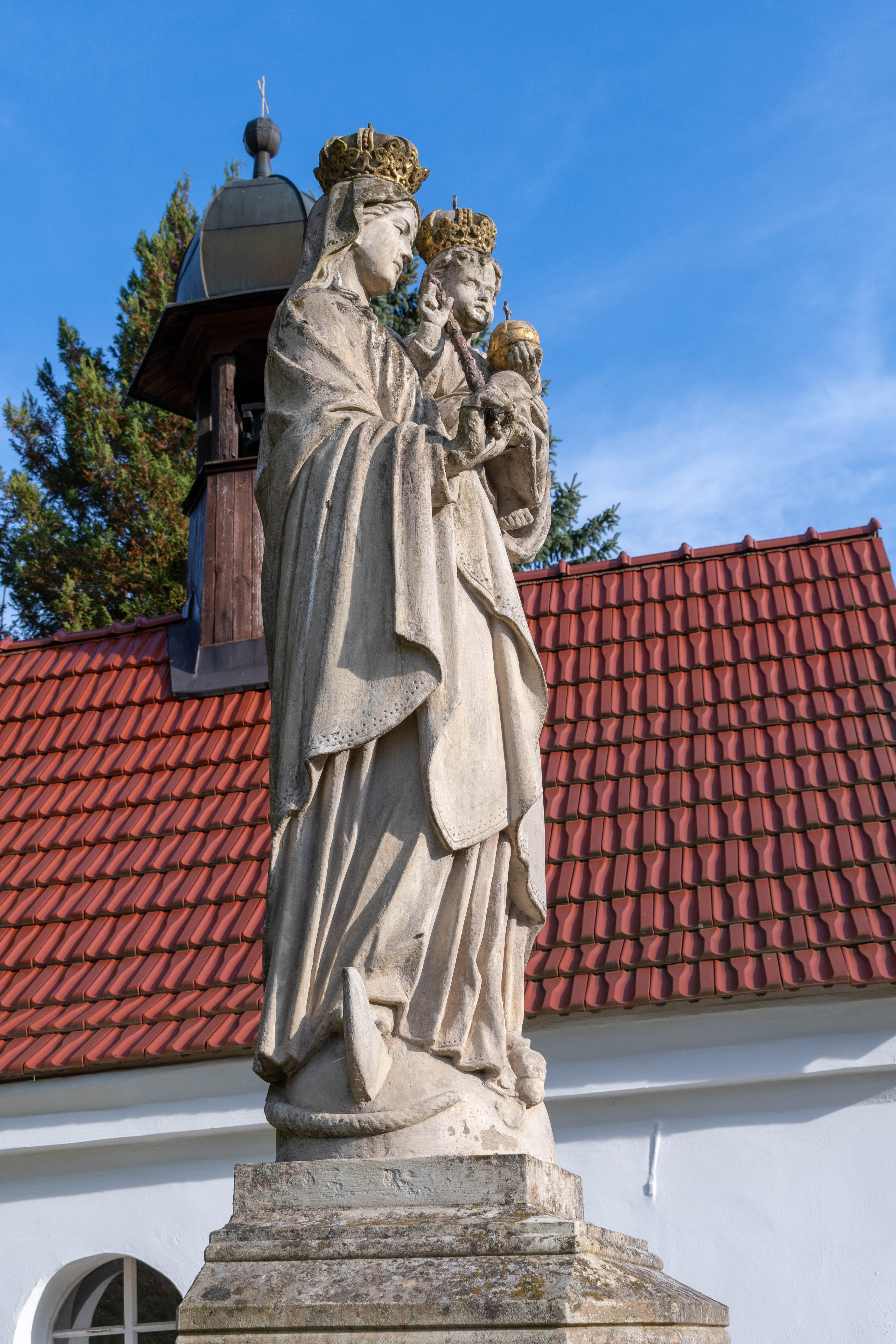
Socha Panny Marie
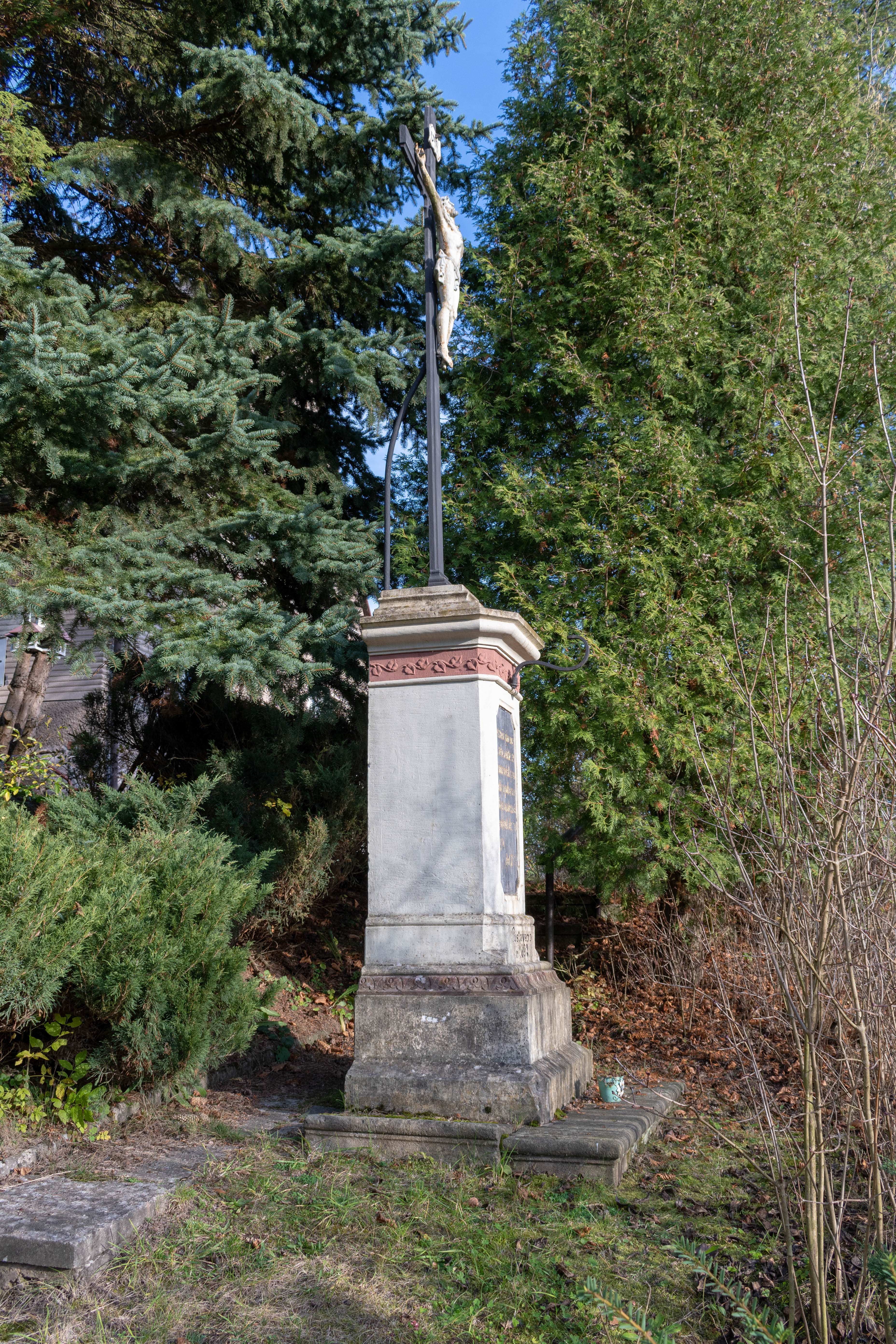
Kříž u kaple